# 152 г. пр.н.е.
152 (сто петдесет и втора) година преди новата ера (пр.н.е.) е година от доюлианския (Помпилийски) римски календар.

## Събития

### В Римската република
- Консули са Марк Клавдий Марцел (безпрецедентен трети път) и Луций Валерий Флак.
- Консулът Марцел е изпратен в Близка Испания, където постига успехи и започва преговори с келтиберите.[1] Съперниците му в Сената го обявяват за слаб и постигнатото от него споразумение е отхвърлено.[2]
- Сенатът издава декрет в полза на Александър I Балас.[1]

### В Азия
- Александър I Балас започва война за трона на Селевкидите с Деметрий I Сотер. Александър сключва съюз с Йонатан Хасмоней и го назначава за първосвещеник на Юдея.[1]

## Починали
- Марк Емилий Лепид, римски консул, понтифекс максимус и цензор (роден ок. 230 г. пр.н.е.)
- Марк Порций Катон Лициниан, римски политик и син на Марк Порций Катон Стари
- Птолемей Евпатор, египетски принц за кратко сърегент на баща си Птолемей VI (роден ок. 166 г. пр.н.е.)